# Coupe du monde des voitures de tourisme
Navigation
WTCC TCR World Tour
La Coupe du monde FIA des voitures de tourisme (en anglais : FIA World Touring Car Cup, ou WTCR) est un championnat de course automobile disputé de 1993 à 1995 et de 2018 à 2022. Il oppose des automobiles de grande production, dites de « tourisme », et était dans sa première version une coupe du monde annuelle pour les pilotes concourant dans les championnats de tourisme nationaux, alors que sa deuxième version est le résultat d'une fusion entre le championnat du monde des voitures de tourisme (WTCC) avec une série concurrente, le TCR International Series. À partir de 2023 la Coupe du monde FIA des voitures de tourisme cède la place au TCR World Tour (en).

## Historique

### Première version: Touring Car World Cup (1993-1995)
En 1993, avec la grande popularité de la catégorie FIA Supertourisme, la FIA décide d'organiser une coupe du monde annuelle pour les pilotes concourant dans les championnats de tourisme nationaux. La course de 1993 à Monza a été remportée par Paul Radisich sur Ford Mondeo devant l'Alfa Romeo de Nicola Larini, sans titre constructeur en jeu. Paul Radisich remporte la course l'année suivante à Donington sur Ford, le titre constructeur revenant à BMW. En 1995 au Paul Ricard, Frank Biela remporte l'épreuve sur Audi qui remporte aussi le titre constructeur. Une 4e course était programmée en 1996 sur le A1 Ring, mais fut annulée en raison d'un trop faible nombre d'engagés (10 seulement).

### Retour en 2018
Fin 2017, la FIA décide de fusionner le championnat du monde des voitures de tourisme (WTCC) qui en est à sa 14e édition avec une autre série concurrente, le TCR International Series, pour former le WTCR, soit la Coupe du monde des voitures de tourisme. Le nom est une référence à la réglementation technique TCR (en), adoptée à l'occasion de cette fusion. Certaines caractéristiques du WTCC sont également incluses.
La création de cette coupe entraîne la disparition du TCR International Series et du championnat du monde des voitures de tourisme par fusion, ainsi que de la coupe d'Europe des voitures de tourisme (ETC-Cup).

## Format

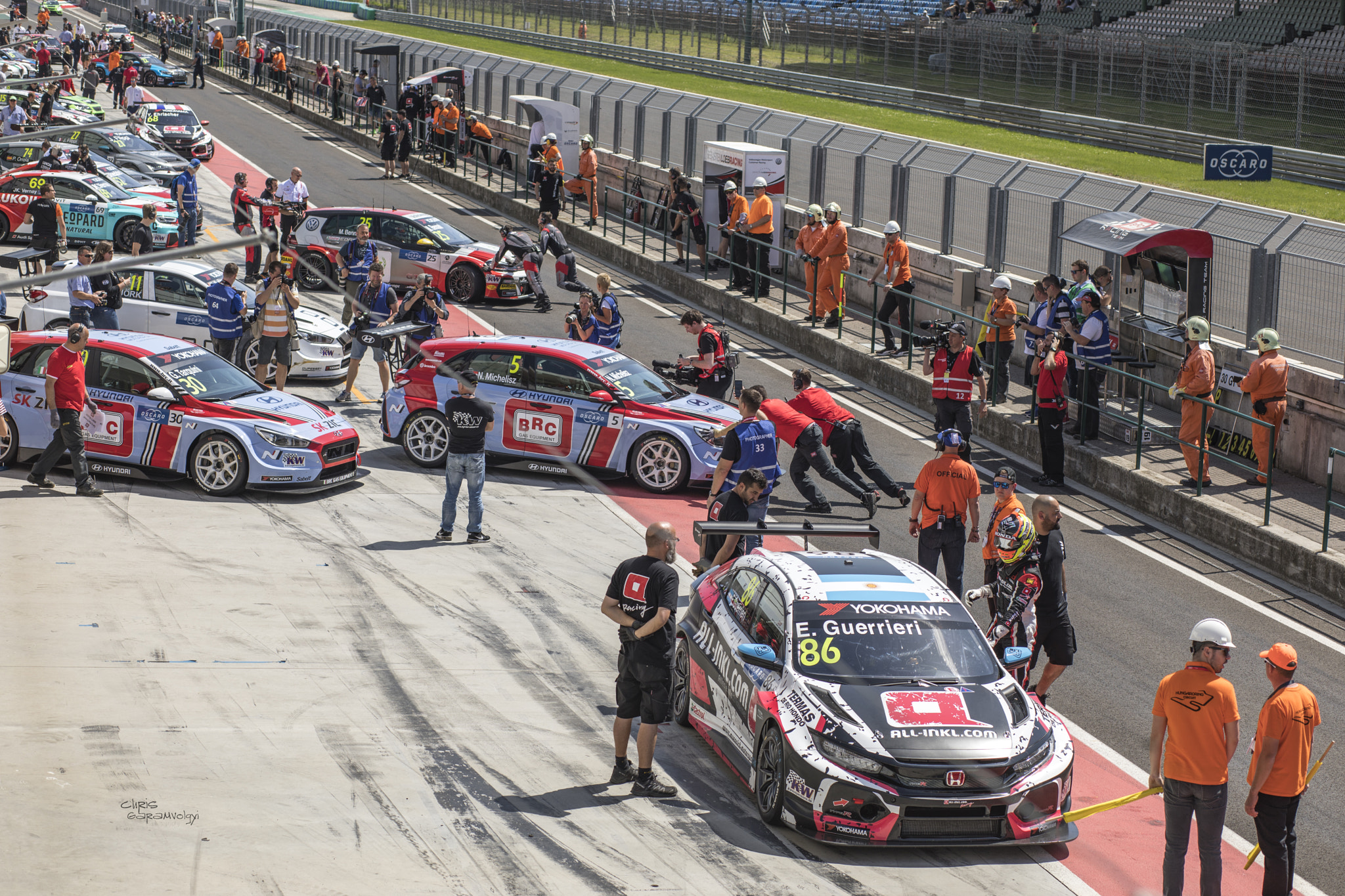
Le WTCR au Hungaroring en 2018.

### Circuits et pays
Le WTCR est disputé en majorité en Europe et en Asie, avec trois épreuves qui se déroulent en Chine, dont la dernière qui se dispute à Macao. La plupart des circuits visités sont totalement différents de ceux utilisés par la Formule 1.

### Déroulement des épreuves
26 voitures peuvent être engagées au maximum par des équipes privées, les constructeurs étant interdits. La priorité d'engagement est donnée aux équipes du WTCC et du TCR. Le format d'un week-end est aussi modifié : le samedi, une séance de qualifications et une course se succèdent. La journée du dimanche se rapproche du format alors en place en WTCC, avec une séance de qualifications et deux courses, la première proposant une grille inversée. Le barème de points est lui aussi changé.

### Attribution des points

#### Barème des années 1990
Les points pour la coupe du monde des voitures de tourisme étaient attribués dans les années 1990 comme ceci :
| Position | 1er | 2e | 3e | 4e | 5e | 6e | 7e | 8e | 9e | 10e | 11e | 12e | 13e | 14e | 15e | 16e | 17e | 18e | 19e | 20e |
| Points   | 40  | 30 | 24 | 20 | 16 | 15 | 14 | 13 | 12 | 11  | 10  | 9   | 8   | 7   | 6   | 5   | 4   | 3   | 2   | 1   |

#### Barème de 2018
Les points pour la coupe du monde des voitures de tourisme 2018 sont décernés comme ceci :
| Position                       | 1er | 2e | 3e | 4e | 5e | 6e | 7e | 8e | 9e | 10e |
| Course 1                       | 27  | 20 | 17 | 14 | 12 | 10 | 8  | 6  | 4  | 2   |
| Qualifications deuxième manche | 5   | 4  | 3  | 2  | 1  |    |    |    |    |     |
| Course 2                       | 25  | 18 | 15 | 12 | 10 | 8  | 6  | 4  | 2  | 1   |
| Course 3                       | 30  | 23 | 19 | 16 | 13 | 10 | 7  | 4  | 2  | 1   |

#### Barème actuel
Le système d'attribution des points évolue en 2019. Par rapport à la saison précédente, le barème pour les qualifications est inchangé, mais celui des courses est uniformisé, c'est-à-dire qu'il ne varie plus selon ces dernières, et il concerne dorénavant les 15 meilleurs pilotes.
Les points pour les deux championnats sont décernés comme ceci :
| Position       | 1er | 2e | 3e | 4e | 5e | 6e | 7e | 8e | 9e | 10e | 11e | 12e | 13e | 14e | 15e |
| Qualifications | 5   | 4  | 3  | 2  | 1  |    |    |    |    |     |     |     |     |     |     |
| Courses        | 25  | 20 | 16 | 13 | 11 | 10 | 9  | 8  | 7  | 6   | 5   | 4   | 3   | 2   | 1   |

## Palmarès
| Édition | Édition     | Coupe du monde pilote | Coupe du monde pilote      | Coupe du monde pilote |                 | Trophée constructeur | Trophée constructeur |                 | Champion des nations |
| Saison  | Lieu        | Pilote                | Équipe                     | Voiture               | Constructeur    | Voiture              | Nation               |                 |                      |
| ------- | ----------- | --------------------- | -------------------------- | --------------------- | --------------- | -------------------- | -------------------- | --------------- | -------------------- |
| 1993    | Monza       | Paul Radisich         | Ford Team Mondeo           | Ford Mondeo           | Non décerné     | Non décerné          | Italie               |                 |                      |
| 1994    | Donington   | Paul Radisich         | Ford Team Mondeo           | Ford Mondeo           | BMW             | BMW 318i             | Allemagne            |                 |                      |
| 1995    | Paul Ricard | Frank Biela           | Racing Organisation Course | Audi A4 Quattro       | Audi            | Audi A4 Quattro      | Non décerné          |                 |                      |
| 1996    | A1 Ring     | Édition annulée       | Édition annulée            | Édition annulée       | Édition annulée | Édition annulée      | Édition annulée      | Édition annulée | Édition annulée      |

| 2018 | Gabriele Tarquini | BRC Racing Team       | Hyundai i30 N TCR | M Racing-YMR          | Hyundai i30 N TCR |
| 2019 | Norbert Michelisz | BRC Racing Team       | Hyundai i30 N TCR | Cyan Racing Lynk & Co | Lynk & Co 03 TCR  |
| 2020 | Yann Ehrlacher    | Cyan Racing Lynk & Co | Lynk & Co 03 TCR  | Cyan Racing Lynk & Co | Lynk & Co 03 TCR  |
| 2021 | Yann Ehrlacher    | Cyan Racing Lynk & Co | Lynk & Co 03 TCR  | Cyan Racing Lynk & Co | Lynk & Co 03 TCR  |
| 2022 | Mikel Azcona      | BRC Racing Team       | Hyundai i30 N TCR | BRC Racing Team       | Hyundai i30 N TCR |